# Municipio de Palestine (Misuri)
El municipio de Palestine (en inglés: Palestine Township) es un municipio ubicado en el condado de Cooper en el estado estadounidense de Misuri. En el año 2010 tenía una población de 396 habitantes y una densidad poblacional de 3,4 personas por km².

## Geografía
El municipio de Palestine se encuentra ubicado en las coordenadas 38°50′53″N 92°49′48″O / 38.84806, -92.83000. Según la Oficina del Censo de los Estados Unidos, el municipio tiene una superficie total de 116.52 km², de la cual 116,4 km² corresponden a tierra firme y (0,1 %) 0,12 km² es agua.

## Demografía
Según el censo de 2010, había 396 personas residiendo en el municipio de Palestine. La densidad de población era de 3,4 hab./km². De los 396 habitantes, el municipio de Palestine estaba compuesto por el 96,72 % blancos, el 0,25 % eran afroamericanos, el 0,51 % eran amerindios, el 0,25 % eran asiáticos, el 0,25 % eran de otras razas y el 2,02 % eran de una mezcla de razas. Del total de la población el 0,76 % eran hispanos o latinos de cualquier raza.